# Mentonska

occitanska: mentonska

Mentonska är en språkvarietet som traditionellt har räknats till den occitanska språkgruppen, men är mer likt de liguriska dialekter som talas runt Ventimiglia och San Remo (intemelio). Det talas av en minoritet i den sydfranska staden Menton och omgivande byar. Mentonska har likheter med niçard, språket som talas i Nice. Det skiljer sig från grannspråket monegaskiska.